# Gerald Dietl
Gerald Dietl (* 6. listopadu 1960), je bývalý československý basketbalista.
V československé basketbalové lize jeho basketbalová ligová kariéra je spojena s klubem NHKG Ostrava, kde hrál devět sezón v letech 1978 až 1990. Byl třikrát vicemistrem Československa (1984, 1986, 1987) a má jedno třetí místo (1983). V historické střelecké tabulce basketbalové ligy Československa (od sezóny 1962/63 do 1992/93) je na 41. místě s počtem 4202 bodů.  
S týmem NHKG Ostrava se zúčastnil 4 ročníků evropských klubových pohárů v basketbale - 2 ročníků FIBA Poháru vítězů národních pohárů 1985 s účastí v osmifinále a 1987 s účastí ve čtvrtfinálové skupině a 2 ročníků FIBA Poháru Korač 1983 s účastí ve čtvrtfinálové skupině a 1988, kde byli vyřazeni ve 2. kole italským Virtus Boloňa.
Za reprezentační družstvo Československa mužů v letech 1984-1987 odehrál 71 zápasů.
V letech 1992 byl hráčem německého basketbalového klubu Tigers Tübingen.

## Hráčská kariéra

### Hráč klubů
- 1979-1990 NHKG Ostrava - 3x vicemistr Československa (1984, 1986, 1987), 3. místo (1983), 2x 4. místo (1985, 1990), 2x 5. místo (1980, 1989), 2x 6. místo (1988)
- V československé basketbalové lize celkem 9 sezón, 4202 bodů (41. místo) a 4 medailová umístění.
- 1992-2000 Tigers Tübingen, Německo

### Evropské poháry klubů
- Pohár vítězů pohárů - NHKG Ostrava
  - 1984-1985 (2 zápasy) - osmifinále: UBSC Landis&Gyr Vídeň, Rakousko (118-93, 68-94) vyřazeni rozdílem jednoho bodu ve skore
  - 1986-87 (10 zápasů) - 4. místo ve čtvrtfinálové skupině A: CSKA Moskva - Joventut Badalona, Španělsko - ASVEL Villeurbanne Lyon, Francie
- FIBA Pohár Korač - NHKG Ostrava
  - 1982-1983 (10 zápasů) - 4. místo ve čtvrtfinálové skupině A: Banco di Roma Virtus, Itálie - Limoges CSP, Francie - KK Crvena Zvezda Bělehrad
  - 1987-88 (4 zápasy) - vyřazeni ve 2. kole italským Dietor Virtus Boloňa,

### Československo
- Za reprezentační družstvo Československa v letech 1984-1987 hrál celkem 71 zápasů